# Улчуг
Улчуг (рум. Ulciug) — село у повіті Селаж в Румунії. Адміністративно підпорядковане місту Чеху-Сілванієй.
Село розташоване на відстані 401 км на північний захід від Бухареста, 29 км на північ від Залеу, 79 км на північний захід від Клуж-Напоки.

## Населення
За даними перепису населення 2002 року у селі проживали 1035 осіб.
Національний склад населення села:
| Національність | Кількість осіб | Відсоток |
| -------------- | -------------- | -------- |
| угорці         | 697            | 67,3%    |
| румуни         | 338            | 32,7%    |

Рідною мовою назвали:
| Мова      | Кількість осіб | Відсоток |
| --------- | -------------- | -------- |
| угорська  | 697            | 67,3%    |
| румунська | 338            | 32,7%    |